# Zastawie (hromada Wielki Międzyrzecz)
Zastawie (ukr. Застав'я, Zastawja) – wieś na Ukrainie, w obwodzie rówieńskim, w rejonie rówieńskim, w hromadzie Wielki Międzyrzecz. W 2001 roku liczyła 565 mieszkańców.